# 帕西 (上萨瓦省)
帕西（法語：Passy，法語發音：[pasi] ⓘ）是法国上萨瓦省的一个市镇，位于该省东部，是距离勃朗峰最近的城市之一，属于博讷维尔区。

## 地理
帕西（45°55'25"N, 6°41'11"E）面积80.03 平方千米，位于法国奥弗涅-罗讷-阿尔卑斯大区上萨瓦省，该省份为法国东部省份，历史上为薩伏依的一部分，北与瑞士接壤，西接安省，南至萨瓦省，东与瑞士和意大利接壤。
与帕西接壤的市镇（或旧市镇、城区）包括：沙莫尼蒙勃朗、多芒西、莱苏什、马格朗、圣热尔韦莱班、萨朗什、塞尔沃兹、锡克斯特-费尔阿舍瓦勒、瓦洛西讷。
帕西的时区为UTC+01:00、UTC+02:00（夏令时）。

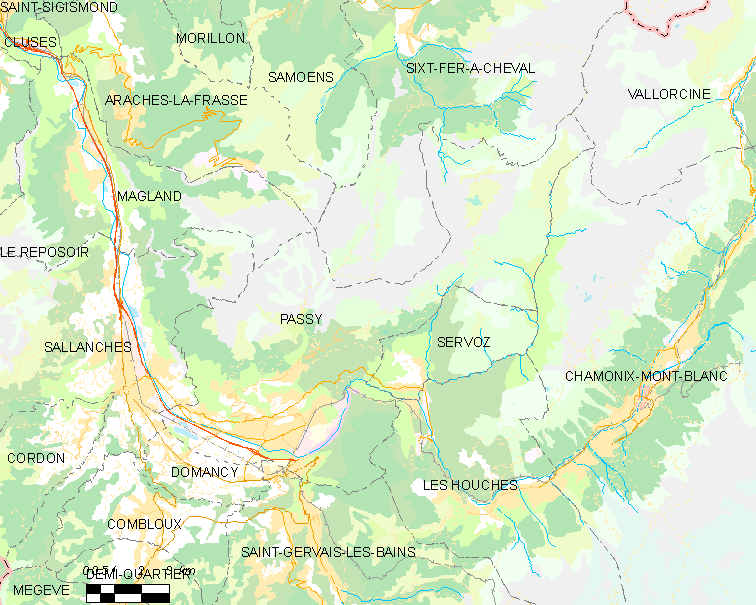
帕西的OSM定位图

## 行政
帕西的邮政编码为74480、74190，INSEE市镇编码为74208。

## 政治
帕西所属的省级选区为勃朗峰县。

## 交通
法国国家A40号高速公路和国道N205线经过帕西境内。勃朗峰窄轨铁路在帕西境内设有谢德站。

## 人口

1962-2008年间帕西人口变化图示

帕西于2022年1月1日时的人口数量为10852人。